# Silling
Silling (Harengula clupeola) är en fiskart som först beskrevs av Cuvier 1829.  Silling ingår i släktet Harengula och familjen sillfiskar. Inga underarter finns listade i Catalogue of Life.